# Víctor Núñez
Víctor Amaury Núñez Rodríguez (Santo Domingo, 15 de abril de 1980) é um futebolista profissional costarriquenho, atacante, milita no Cibao.

## Carreira
Mudou-se para a Costa Rica aos 9 anos de idade, e foi revelado nas categorias de base do Deportivo Saprissa. Profissionalizou-se em 1999, fazendo sua estreia em dezembro do mesmo ano, contra o Municipal Goicoechea. Durante o período em que permaneceu vinculado ao Saprissa (1999 a 2003), jogou emprestado por Limonense e Santa Bárbara.
Passou a maior parte de sua carreira no futebol costarriquenho, atuando por Alajuelense, Cartaginés (empréstimo), Municipal Liberia, Herediano (2 passagens) e Santos de Guápiles (também duas passagens), tendo ainda uma curta passagem pelo Real España (Honduras). Desde junho de 2018, Núñez defende o Cibao, da primeira divisão do Campeonato Dominicano - é a primeira experiência do atacante em seu país natal.

## Seleção Costarriquenha
Após obter a cidadania costarriquenha em janeiro de 2003, El Mambo passou a ser elegível para defender a Costa Rica, estreando pelos Ticos em fevereiro de 2006, contra a Coreia do Sul.
Integrou o elenco que disputou a Copa de 2006, e embora não tivesse jogado nenhuma vez na competição, tornou-se o primeiro jogador da República Dominicana a disputá-la.